# Ptychodactis aleutiensis
Ptychodactis aleutiensis is een zeeanemonensoort uit de familie van de Ptychodactiidae. De wetenschappelijke naam van de soort is voor het eerst geldig gepubliceerd in 2010 door Eash-Loucks, Jewett, Fautin, Hoberg & Chenelot.